# 安藝喜代香
安藝 喜代香（あき きよか、安政5年8月30日（1858年10月6日） - 大正10年（1921年）12月10日）は、日本の社会教育家、政治家、自由民権運動家、日本基督教団高知教会長老、板垣伯銅像記念碑建設同志会・初代理事長。板垣退助の遊説に同行し、岐阜遭難事件に際して「板垣死すとも自由は死せず」の言葉を直接聞いた人物の一人。坂本龍馬の親族。「愛山」と号した。

## 来歴

### 家系
安藝家の遠祖は、長宗我部氏に滅ぼされた安藝國虎の次男・安藝三郎左衛門家友で、土佐郡十六村成山（現・伊野町）に居をかまえ、土佐和紙を創始した。山内一豊の土佐入領に際し、自製の七色紙を献上。その功により給田一町歩と幡多郡代官役、並に御用紙方役に任命され、製紙の技法向上に務めた。家友の創始した紙は「土佐紙」として特別の保護を受け、安藝家は以後代々幡多郡代官役と御用紙方役に任ぜられ十六村成山に住したが、安藝市郎の代になって杓田村下嶋に移った。なお初代・安藝家友は、寛永11年（1634年）享年73歳で歿したが、その後も「土佐和紙中興の祖」として敬仰され、大正8年（1919年）11月、政府より勧業殖産の功により従五位を追贈されている。

### 生い立ち
安政5年8月30日（1858年10月6日）、安藝市郎の長男として、土佐国土佐郡杓田村下嶋（現・高知市）に生まれ、のち土佐郡小高坂村406番屋敷（現・高知市）に移った。母の錠（福富倉之丞の三女）は、坂本龍馬の兄・坂本直方の後妻「仲」の妹であるため、喜代香は坂本龍馬の義理の甥にあたる。喜代香は幼いころより学に秀で、漢学を池嘉平、安並覇知郎、志藤茂吉、大石勝彦、山本常太郎、下元直方に学び、土佐藩校・致道館で英学を学んだ。次で、高知市帯屋町にあった高知藩立士官学校で仏学を修めた。この間、喜代香は自由民権運動に共鳴し、民権結社「嶽洋社」に属している。明治10年（1877年）9月、吾川郡横畠清水小学校の教員として招聘せられ、同年、高岡郡日下小学校の教員に転じた。明治13年（1880年）、土佐郡上街小学校に奉職した。

### 自由民権活動
明治14年（1881年）、立志社の書籍館係を嘱託せられ、同年8月、板垣退助の東北遊説に竹内綱、内藤魯一らと共に随行。高知を発し、大阪、東京、長野、新潟、会津、仙台を巡った。明治15年（1882年）3月、板垣に同行して東海道を下り、名古屋より岐阜に至る。4月6日に起きた板垣岐阜遭難事件では、内藤魯一らと共に兇賊・相原尚褧を取り押さえた。喜代香は咄嗟に自分の白布の帯を解いて板垣の胸に巻き、応急処置をしている。さらにこの時、喜代香は板垣が発した「板垣死すとも自由は死せず」の言葉を直接聞いている。

板垣退助岐阜遭難事件

同年5月、帰高し高知新聞社の客員記者となる。明治16年（1883年）2月、再び立志社より派遣されて、徳島、香川、大阪を経て、北陸道を遊説して歩いた。

### 幽囚
明治20年（1887年）、不平等条約改正、言論の自由、集会の自由を求めた「三大建白」のため上京し建白書を政府に提出したが、その年末、保安条例が発令され首都圏への立ち入りが禁ぜられると、一旦、横浜へ居を移した。しかし、片岡健吉らがこの条例のため、留置されていることを知ると『保安条例取消請願書』を作成し、同志とともに帝都への入京を企てた。これがために逮捕され、石川島監獄に収監された。この獄中で、片岡健吉、坂本直寛らのキリスト教信仰に感化される。

### 恩赦以降
明治22年（1889年）、『大日本帝国憲法』発布による恩赦を受け出獄。帰郷して『土陽新聞』の主筆として頭角を現す。明治27年（1894年）、日清戦争が勃発すると、土陽新聞特派員として、戦地に赴き遼東からその様子を発信した。帰朝後、『東京新聞』より招聘され、主筆となって紙面をにぎわしたが、高知県教育会委員に選任されたため、2年して同紙を辞し、帰高した。
帰高後、明治26年（1893年）4月2日受洗。その後、高知県教育会委員、高知県会議員となり、明治32年（1899年）高知県会議長を務めた。また高知県衛生会会頭、日本基督教団高知教会の長老を歴任。高知県教育会では理事、副会長を経て明治36年（1903年）会長に就任。著書の『教育道話』は当時のベスト・セラーとなった。以後20有余年、県内各地を巡行して講演した回数は900回以上におよぶ。誰にも分かり易いよう物語風に説話を交えて教育指導を行い、亡くなるまでその職にあった。

### 片岡健吉の顕彰
「片岡健吉先生銅像建設同志会」を組織して理事長となり、片岡健吉を顕彰する銅像の建立に邁進。大正5年（1916年）5月5日、本山白雲の原型作製による「片岡健吉先生像」が、高知県公会堂に建立された。

### 板垣退助の顕彰

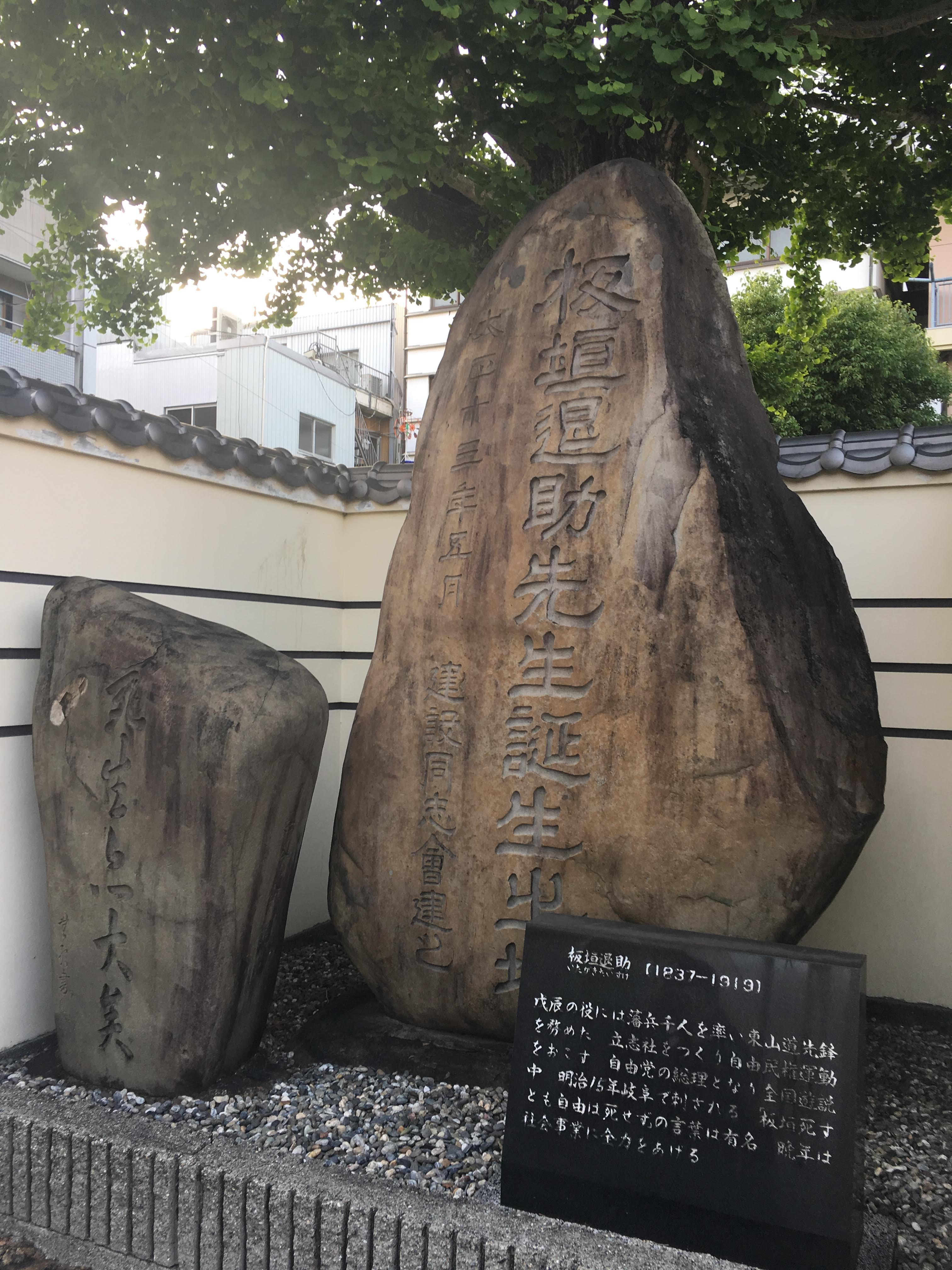
板垣退助誕生地碑（高知市、現・高野寺）
板垣伯銅像記念碑建設同志會建立

大正8年（1919年）7月16日、板垣退助が薨じたが、旧自由党員で、宮城県知事であった森正隆は、高知県に板垣退助を顕彰する記念碑・施設が何ひとつ無く、高知市潮江新田には、板垣の旧邸が残されているにもかかわらず、保存の措置がされず荒廃している様を見て驚き警告を発した。これに呼応して、大正9年（1920年）3月16日、安藝喜代香、弘田永清、大島更造、宇田朋猪、谷流水、弘瀬重正、松尾富功禄、葛目成茂の8名が高知城公園にあった高知県教育会で、板垣退助を顕彰する石碑の建立を協議した。この時の協議を実行に移すため、安藝喜代香が理事長に就任し、山本忠秀ら理事16名をつらねて「板垣伯銅像記念碑建設同志會」を結成した。この組織が後に財団法人板垣会（現・特定非営利活動法人板垣会）となり、また一般社団法人板垣退助先生顕彰会の母体となっている。

### 晩年
大正10年（1921年）12月9日、高知県安芸郡西分村（現・芸西村）青年会の招きに応じ出張中に体調を崩し、無理を押して現地に着くが会場で倒れた。重体のまま帰宅したが、翌10日に歿した。享年64歳。

## 墓所
高知県高知市・岡村山の中腹（岡村景楼墓地の下方・道の南側）※皿ヶ峰西南下で小石木の頂上東側にある。
墓所内に、大正14年（1925年）、安藝喜代香を讃える石碑が、板垣伯銅像記念碑建設同志会によって建立された。

## 家族
- 遠祖：安藝三郎左衛門家友[1]（贈従五位）
- 父：安藝市郎
- 母：安藝 錠（福富倉之丞三女、錠の姉は坂本直方妻[3]）
  - 本人：安藝喜代香
  - 妻：安藝小兎[13]
    - 長女：安藝愛鹿[1]
    - 長女の夫（婿養子）：安藝義清[1]（三里尋常高等小学校校長）
      - 孫（長男）：安藝元清[1]（建設省国土地理院長）
      - 孫（次男）：安藝長洋[1]
      - 孫（長女）：安藝節[1]
      - 孫（二女）：不詳
      - 孫（三女）：安藝喜代[1]

  - 弟：安藝繁猪

## 著書
- 『土佐之武士道』安藝喜代香編、堀越日進堂、明治39年（1906年）6月15日
- 『山内一豊傳』安藝喜代香著、大正2年（1913年）
- 『教育道話』安藝愛山著、大日本雄弁会講談社、昭和2年（1927年）

## 補註
1. 1 2 3 4 5 6 7 8 9 10 11  『昭和大礼贈位書類第二十七冊（雑部8-25）』安藝喜代香 項　昭和3年（1928年）
2. 1 2  “『板垣精神 : 明治維新百五十年・板垣退助先生薨去百回忌記念』”.  一般社団法人 板垣退助先生顕彰会 (2019年2月11日). 2019年8月30日閲覧。
3. 1 2 3  『坂本龍馬とその一族』土居晴夫著、新人物往来社、1895年
4. 1 2 3 4  『高知県人名事典』高知県人名事典編集委員会編、高知市民図書館、昭和46年（1971年）12月20日、1-2頁
5. 1 2 3   安藝元清所有 - 伝安藝三郎左衛門墓地及び板卒塔婆形五輪塔
6. ↑  三番目の妻
7. 1 2 3 4  『高知教会百年史』高知教会百年史編纂委員会編、昭和60年（1985年）、433頁
8. ↑  『自由黨史』 宇田友猪・和田三郎共編、五車楼、明治43年（1910年）3月
9. ↑  『自由のともしび』平成21年（2009年）3月1日
10. ↑  【片岡健吉先生像】大正5年（1916年）5月5日建立。（建立組織・片岡健吉先生銅像建設同志会（理事長・安藝喜代香）、原型作製・本山白雲）昭和18年（1943年）9月14日、金属供出令により応召出征。昭和38年（1963年）3月18日再建。（建立組織・片岡健吉先生銅像再建期成会（会長・吉田茂）、原型作製・濱口青果、修復(第1)・昭和62年（1987年）11月、修復(第2)・平成20年（2008年）9月（『自由のともしび』平成21年（2009年）3月1日）
11. ↑  高知県議会議長、第10代高知市長・松尾富功禄、在任期間（大正10年（1921年）12月 - 大正14年（1925年）12月）
12. ↑  『財団法人板垣会の歴史』公文豪著（所収『自由のともしび』高知市立自由民権記念館会報誌）
13. 1 2 3 4  『土佐の墓（2）』山本泰三著、土佐史談会、昭和62年（1987年）